# Lembeek
Lembeek är en ort i Belgien.   Den ligger i provinsen Flamländska Brabant och regionen Flandern, i den centrala delen av landet, 18 km sydväst om huvudstaden Bryssel. Lembeek ligger 45 meter över havet och antalet invånare är 7 256.
Terrängen runt Lembeek är platt. Runt Lembeek är det ganska tätbefolkat, med 192 invånare per kvadratkilometer.. Närmaste större samhälle är Bryssel, 17,5 km nordost om Lembeek. 
Runt Lembeek är det i huvudsak tätbebyggt.